# Rue de Pomereu
Pour les articles homonymes, voir Pomereu.
La rue de Pomereu est une voie du 16e arrondissement de Paris, en France.

## Situation et accès

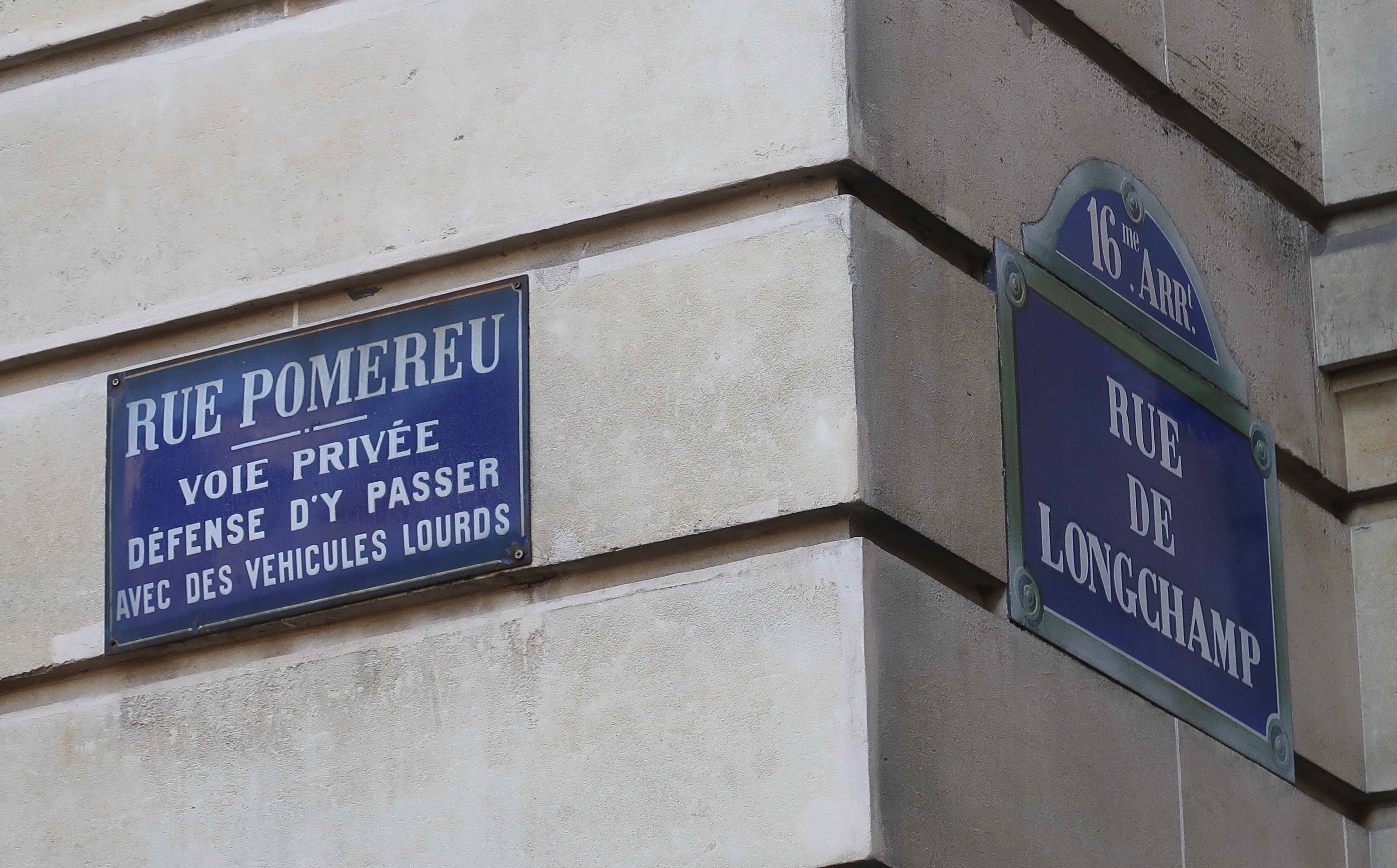
Plaques, au croisement avec la rue de Longchamp.

La rue de Pomereu est une voie située dans le 16e arrondissement de Paris se trouvant au sein du quartier résidentiel de très haut standing dit « quartier de la Porte-Dauphine ». Elle débute au 132, rue de Longchamp et se termine au 20, rue Émile-Menier.
Le quartier est desservi par la ligne 9 à la station Rue de la Pompe.
Il s'agit d'une résidence fermée.

## Origine du nom
Cette voie est nommée d'après le nom du propriétaire des terrains sur lesquels elle a été ouverte.

## Historique
Cette voie est créée sous sa dénomination actuelle en 1889.

## Bâtiments remarquables et lieux de mémoire

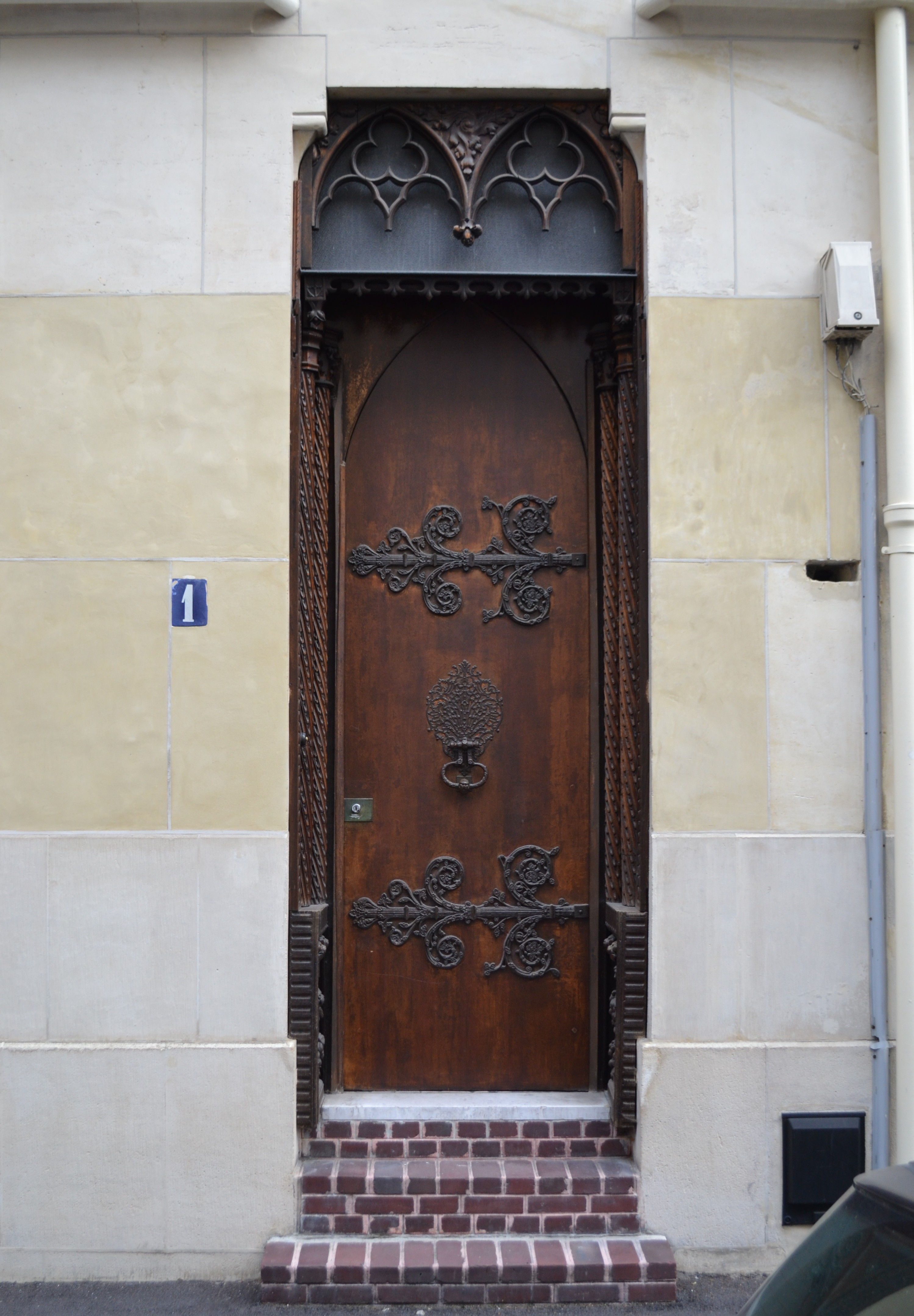
No 1 : porte.

- Nos 1-1 ter (et 134, rue de Longchamp) : hôtel particulier construit en 1892-1893 par l’architecte Anatole de Baudot pour lui-même[1]. Derrière la façade de pierre se dissimule une ossature de béton armé, procédé dont il s’agit de l’une des premières applications[2]. On observe en façade des éléments d’inspiration néo-médiévale : sculptures, cabochons, porte à pentures.
- No 8 : hôtel particulier ayant appartenu à l'aviateur Henry Kapférer, agrandi par l'architecte Joachim Richard en 1917.
- No 22 : l'homme politique Louis Deschamps y a vécu et y est mort le 24 avril 1925[3].